# Maud Vanwalleghem
Maud Vanwalleghem (Brugge, 27 december 1988) is een voormalig Belgisch politica voor CD&V.

## Biografie
Vanwalleghem behaalde in 2010 een master in geschiedenis van de Universiteit Gent en in 2011 een master in contemporaine Arabische en islamitische studies aan de Autonome Universiteit van Madrid. Na haar studies vestigde ze zich in de Brussels Hoofdstedelijk Gewest, eerst in de gemeente Vorst, daarna in Sint-Gillis. In 2022 verhuisde ze met haar gezin naar het West-Vlaamse Damme, om in 2024 terug te keren naar Brussel en zich in Anderlecht te vestigen.
Van 2012 tot 2014 werkte ze als programmamanager bij de internationale ngo UNPO, die opkomt voor de mensen- en culturele rechten van minderheden. Vervolgens was ze van 2014 tot 2015 voor de Europese Volkspartij geaccrediteerd medewerkster van het Roemeense Europees Parlementslid Csaba Sógor. In deze functie hield ze zich bezig met mensenrechten, minderheden en gelijke kansen. Van 2015 tot 2018 was ze dan nationaal coördinator en algemeen secretaris van Vrouw & Maatschappij, de vrouwenbeweging gelieerd aan CD&V. Daar focuste ze zich op beleids- en campagnewerk rond gendergerelateerd geweld, vrouwen in de politiek en sociale kwesties. Daarna was ze van 2018 tot 2020 algemeen directeur bij de Liga voor Mensenrechten. In 2018 werd ze eveneens actief als zelfstandig consultant, waarbij ze ngo's en middenveldorganisaties begeleidt in strategische ontwikkeling en het aanhalen van de banden met beleidsmakers om hun politieke impact te vergroten. Daarenboven richtte ze het platform JobHop op, dat de arbeidsmobiliteit wil vergroten door mensen vrijblijvend kennis te laten maken met andere jobs.
In september 2021 werd ze door de partijraad van CD&V voorgedragen als gecoöpteerd senator in opvolging van Sabine de Bethune, die rechter bij het Grondwettelijk Hof werd. In oktober 2021 legde ze de eed af als lid van de Senaat.
In april 2023 nam ze ontslag als senator na het overlijden van haar zoontje door een zeldzame stofwisselingsziekte een jaar eerder en verliet ze de politiek om zich volledig te kunnen richten op het herstel van dit tragische verlies. Ze werd in de Senaat opgevolgd door Kris Poelaert, burgemeester van Herne. Over haar rouwproces publiceerde Vanwalleghem in 2024 het boek Hector was hier.
Sinds 2024 is Vanwalleghem columniste voor de krant De Standaard, waarin ze schrijft over politieke en maatschappelijke thema's.